# Vandenberg Space Force Base
Vandenberg Space Force Base (tot 14 mei 2021 Vandenberg Air Force base) is een militaire ruimtehaven en vliegveld in Santa Barbara County, in Californië. De lanceerbasis wordt gebruikt voor het lanceren van ruimtevaartuigen en testen met ICBM’s en luchtdoelraketten. Het is de thuisbasis van de Space Launch Delta 30, de eerdere 30th Space Wing. Bij de telling van 2000 was de basis bevolkt door 6151 personen.

## Geschiedenis
Vandenberg werd in 1941 opgezet als Camp Cooke door het United States Army. Het was een trainingskamp voor legereenheden tijdens de Tweede Wereldoorlog, en later tijdens de Koreaanse Oorlog.
De basis werd in 1957 overgedragen aan de United States Air Force, en werd vanaf dat moment omgebouwd tot een basis waar ruimtevaartuigen en raketten konden worden getest. Een jaar later werd de basis vernoemd naar generaal Hoyt S. Vandenberg, ondercommandant van de luchtmacht.
Van 1958 tot 1964 had de United States Navy ten zuiden van Vandenberg op een aangrenzend stuk land een lanceerbasis genaamd Naval Missile Facility Point Arguello. De twee daar gelegen lanceercomplexen LC-1 en LC-2 lagen op de plaats van de huidige complexen SLC-3 en SLC-4. De lanceercomplexen LC-A, -B, -C en -D vallen nu onder Lanceercomplex 5. In 1964 werd deze overgedragen aan de USAF en bij Vandenberg AFB getrokken. Een ander stuk land dat Sudden Ranch heet en nog weer zuidelijker lag werd er later aan toegevoegd om wat nu lanceercomplex SLC-6 is te bouwen.
Eind jaren 60 was men van plan de militaire ruimtevaarders in aangepaste Gemini-capsules voor het Manned Orbiting Laboratory-programma (MOL) vanaf Vandenberg te lanceren. Het bemande ruimte-spionageprogramma was echter achterhaald nog voor het van start kon gaan. Voor spionagedoeleinden bleken onbemande spionagesatellieten ook geschikt. Na slechts één onbemande testvlucht (vanaf Cape Canaveral) werd MOL geannuleerd.
In 1972 werd Vandenberg geselecteerd als de lanceer- en landingsfaciliteit voor de Spaceshuttle aan de westkust. Vanaf Vandenberg moesten de shuttles in een polaire satellietbaan worden gebracht. Het Space Launch Complex 6 (SLC-6) werd omgebouwd voor de shuttle, maar toen het bijna klaar was gebeurde de ramp met ruimteveer Challenger, waardoor het programma werd bevroren, wat uiteindelijk zou leiden tot het annuleren van alle shuttlevluchten vanaf de westkust en daarmee alle potentiële spaceshuttlevluchten in een polaire satellietbaan.
Tegenwoordig wordt Vandenberg gebruikt voor het lanceren van satellieten voor zowel militaire, wetenschappelijke als commerciële doeleinden, en voor het testen van intercontinentale raketten en onderscheppingsraketten. Ruimteraketten die vanaf Vandenberg worden gelanceerd vliegen bijna altijd zuidwaarts in een polaire satellietbaan om de Aarde die over de noord-en-zuidpool leidt (polar orbit). Een enkele keer wordt een raket in tegengestelde richting van de aarddraairichting gelanceerd. Die raketten vliegen dus naar het westen. Voor de veel vaker voorkomende lanceringen met de draairichting van de Aarde mee worden lanceerplaatsen aan de oostkust van de Verenigde Staten gebruikt. Op 31 december 2017 besloot de USAF echter ook een zuidwaartse corridor vanaf de ruimtehavens bij Cape Canaveral te openen. Hiertoe werd besloten nadat een grote natuurbrand in 2016 Vandenberg AFB weken lang had stilgelegd. De USAF was van mening dat dit een grote kwetsbaarheid had blootgelegd met betrekking tot het lanceren van militaire (spionage)satellieten. Na onderzoek bleek dat het gevaar van neerstortende raketten in Cuba met de huidige stand van de techniek goed te ondervangen is. In 2020 was SpaceX het eerste bedrijf dat een polaire lancering van Vandenberg naar Cape Canaveral verplaatste omdat dat in de planning beter uitkwam. Andersom werd de lancering van NASA’s InSight-missie in 2018 van Cape Canaveral naar Vandenberg verplaatst omdat de Atlas V-raket meer dan genoeg kracht had om de sonde via een polaire parkeerbaan naar Mars te lanceren en er zodoende ruimte op het drukker bezette Lanceercomplex SLC-41 op Cape Canaveral kon worden vrijgemaakt. Ook SpaceX kon een lancering die normaliter vanuit Florida zou plaatsvinden verplaatsen naar Vandenberg; Starlink 4-4 kon eind 2021 een lanceerhoek van 53,22 graden bereiken door vrijwel parallel aan de kust van Zuid-Californië te lanceren.
Wegens de introductie van de United States Space Force in December 2019 werden diverse aan ruimtevaart gerelateerde luchtmachtonderdelen naar deze nieuwe defensietak overgeheveld. Zo ook de Vandenberg Air Force Base en de 30th Space Wing die op 14 mei 2021 werden hernoemd tot Vandenberg Space Force Base en Space Launch Delta 30.

## Lanceer-en-landingsplaatsen
Op de Vandenberg Air Force Base zijn meerdere lanceercomplexen die nu aan commerciële partijen verhuurd worden. De meeste lanceerinrichtingen hebben een "East"- en een "West"-platform die worden aangegeven met een toegevoegde E of een W. In de beginjaren van de ruimtevaart was het gebruikelijk om twee of meer lanceerplatforms per lanceersysteem te bouwen. Daarmee werd voorkomen dat na een raketexplosie (wat in die tijd vaak gebeurde) dat type raket niet langer gelanceerd zou kunnen worden bij gebrek aan een werkende lanceerplaats.
- Space Launch Complex-1 bevatte twee lanceerplatforms die werden gebruikt voor ballistische raketten van het type PGM-17 Thor en ruimteraketten Thor-Agena en Thorad-Agena. Het complex is sinds 1966 buiten gebruik en ligt er vervallen bij.
- Vandenberg Space Force Base Lanceercomplex 2 bevat twee lanceerplaatsen. SLC-2W was in gebruik tot de laatste lancering van de Delta II in september 2018 van United Launch Alliance. Daarna werd het klaargemaakt voor de Alpha.[4] Dat is licht geclassificeerde draagraket van Firefly Aerospace. De Alpha zou er eind op 3 september 2021 om 1:59 UTC voor het eerst worden gelanceerd. Die testvlucht haalde de ruimte niet. SLC-2E dat eerder ook voor Thor en Delta-raketten werd gebruikt werd in 1972 voor het laatst gebruikt. Northrop Grumman Innovation Systems had eind jaren 2010 de optie het complex voor de OmegA in te richten, maar koos uiteindelijk voor SLC-6.[5] De OmegA werd uiteindelijk voortijdig geannuleerd.

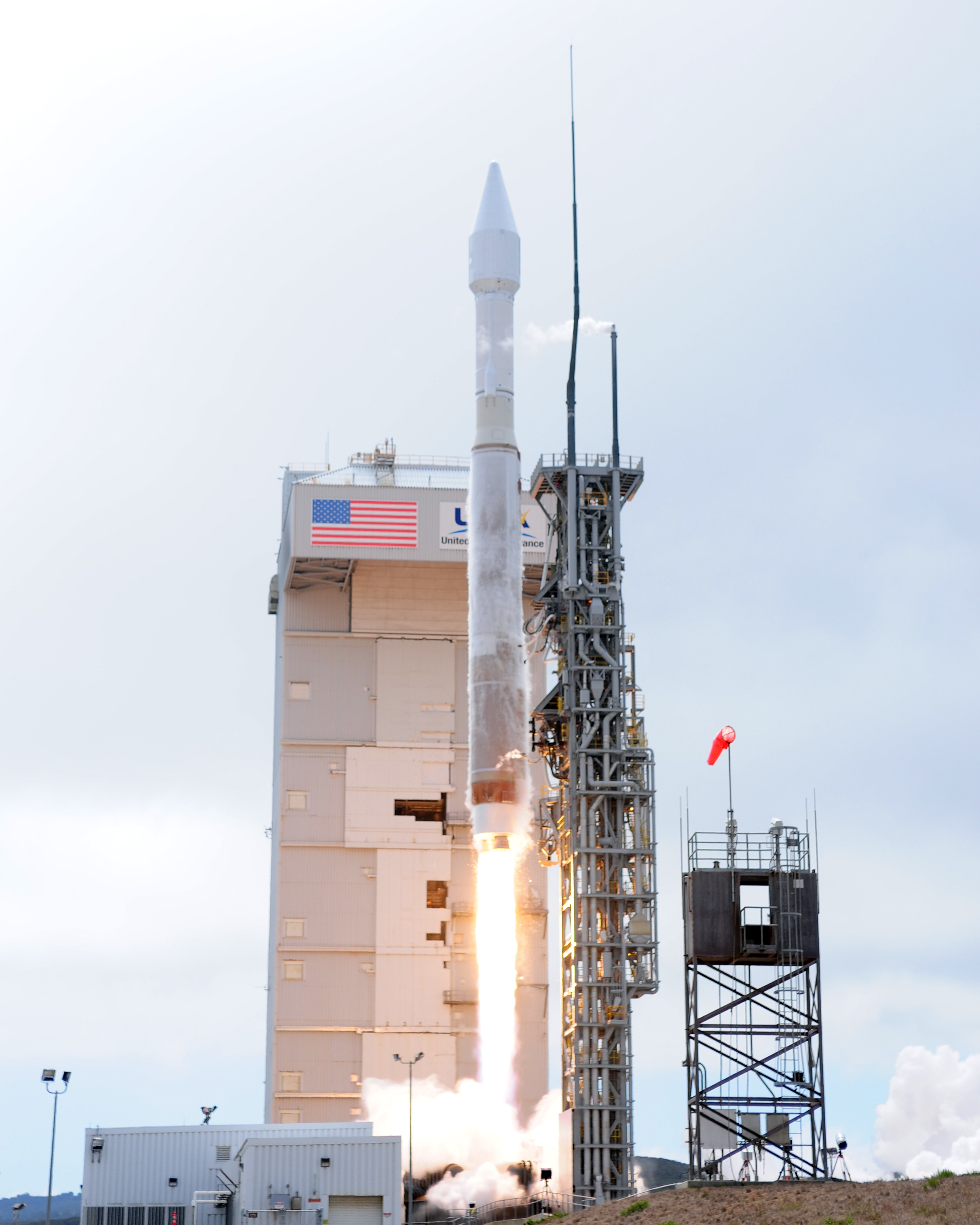
Een Atlas V lanceert vanaf SLC-3E

- Space Launch Complex 3 bevat twee complexen. SLC-3E is in gebruik door United Launch Alliance dat er tot 10 november 2022 de Atlas V lanceerde. Ook eerdere varianten van de Atlas-raket, zoals de Atlas-Agena en de Atlas II werden er gelanceerd. In de toekomst zal de Vulcan als opvolger van de raketten Atlas V en Delta IV vanaf dit complex worden gelanceerd Anders dan op Cape Canaveral is er geen overgangsperiode waarbij de Atlas V en de Vulcan er beide kunnen worden gelanceerd.[6] SLC-3W is buiten gebruik. De laatste huurder was SpaceX dat er Falcon 1-en-Falcon 1e-raketten wilde lanceren. De Falcon 1 werd er wel statisch getest maar nooit gelanceerd omdat de Falcon 1e werd geannuleerd ten behoeve van de Falcon 9.

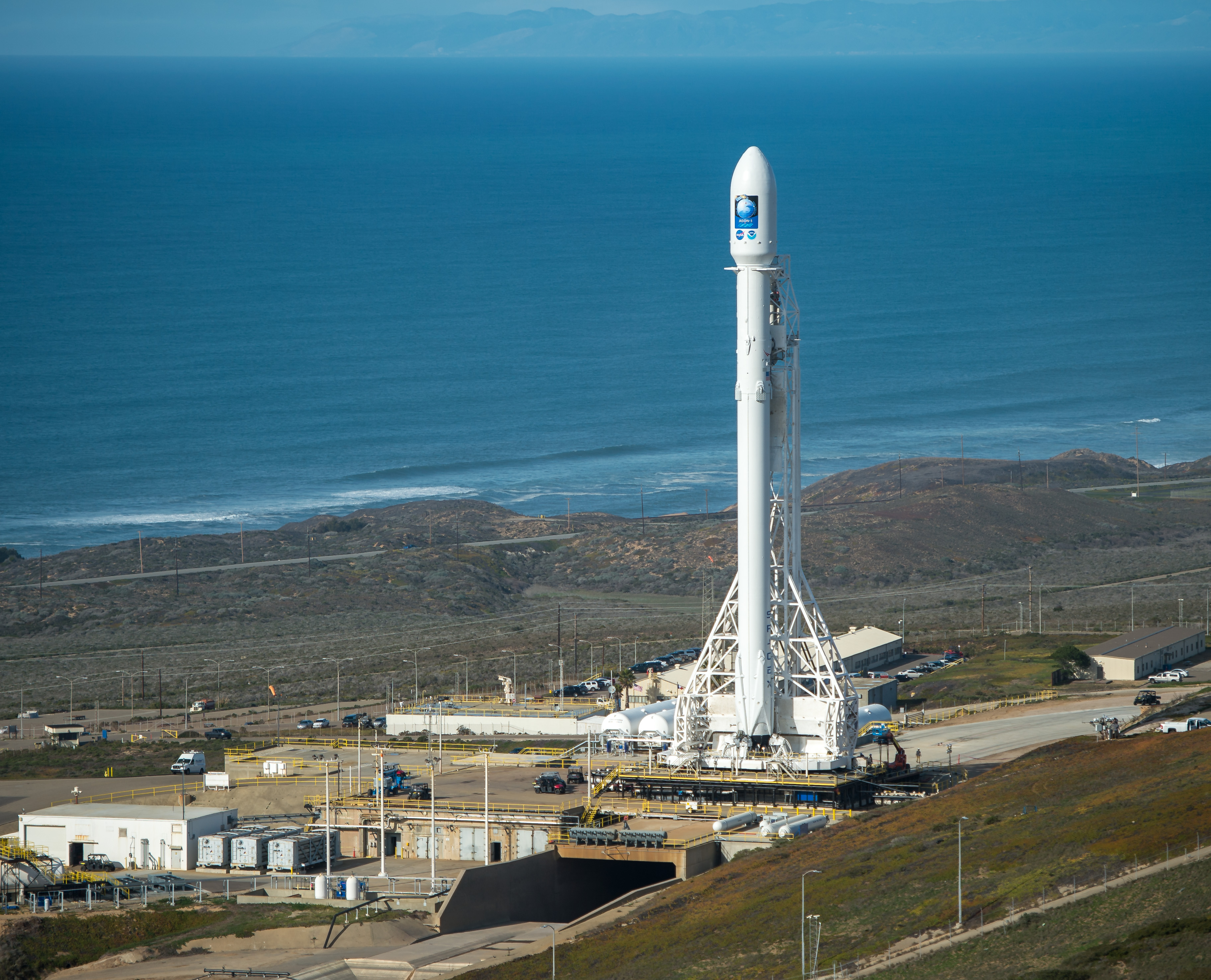
Een Falcon 9 op SLC-4E

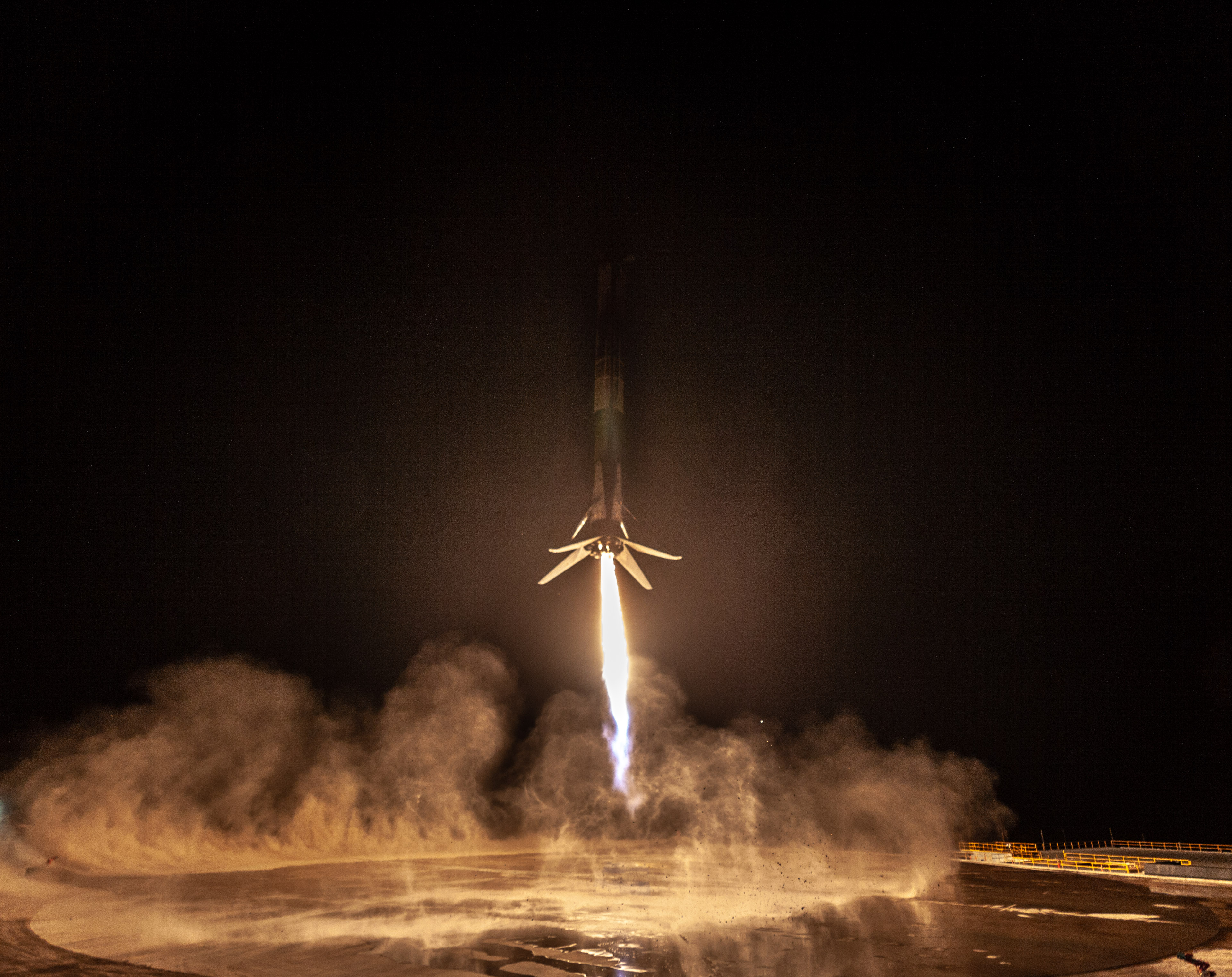
Een Falcon 9-boostertrap landt op LZ-4

- De twee platforms van Vandenberg Space Force Base Space Launch and Landing Complex 4 werden in eerste instantie aangelegd voor Atlas-Agena-lanceringen met de namen PALC2-3 en PALC2-4. PALC stond voor Point Arguello Launch Complex. In 1965 werd PALC2-3 verbouwd om er Titan IIIB’s te lanceren en SLC-4W gedoopt. Later werden er nog Titan 23G's gelanceerd. In 1971 werd PALC2-4 verbouwd voor Titan IIID-lanceringen en SLC-4E gedoopt, daarna werden er Titan 34D en Titan IV-raketten gelanceerd. Het complex wordt tegenwoordig verhuurd aan SpaceX dat SLC-4E gebruikt voor het lanceren van Falcon 9 en Falcon Heavy raketten. SLC-4W is omgebouwd tot landingscomplex voor boostertrappen van diezelfde raketten. Eind 2017 kreeg SpaceX toelating van de FAA voor boosterlandingen op SLC-4W. SLC-4W werd hernoemd tot Landing Zone 4 (LZ-4). De eerste boosterlanding op LZ-4 was de Falcon 9-booster met serienummer B1048 die op 7 oktober 2018 (lokale tijd) het eerste deel van missie SAOCOM 1A uitvoerde.
- SLC-5 is een klein lanceercomplex dat van 1961 t/m 1994 werd gebruikt voor het lanceren van Scout-raketten. In juni 2024 werd duidelijk dat het complex wordt verhuurd aan Phantom Space dat twee lanceerplatforms voor hun Daytona-raketten gaat bouwen. Dat zijn zeer lichte raketten voor het lanceren van de kleine klasse satellieten.

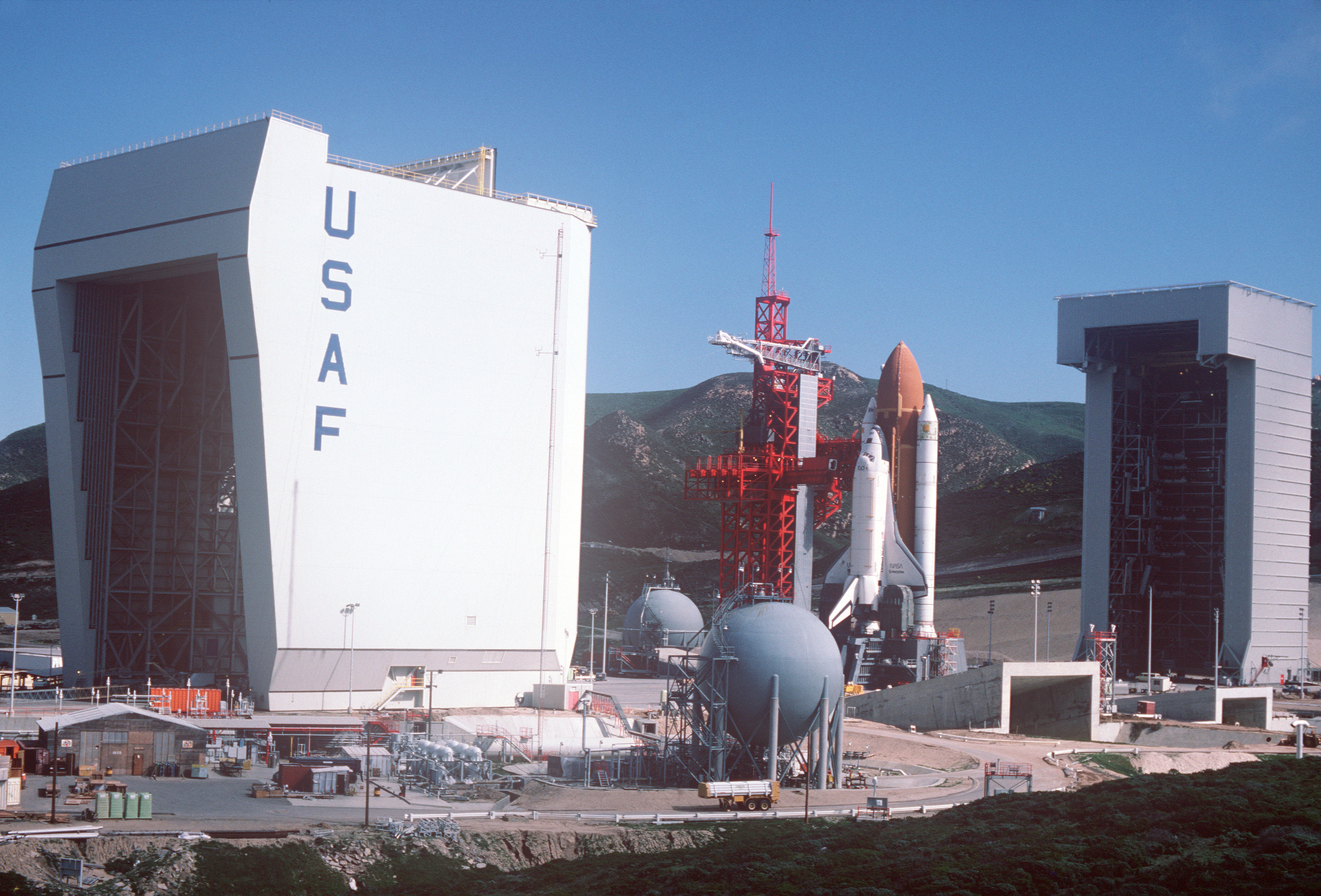
In 1986 werd SpaceShuttle Enterprise op het vrijwel voltooide Lanceercomplex 6 geplaatst voor een mating test

- SLC-6 is het grootste lanceercomplex op VAFB en werd in de jaren 60 aangelegd voor de militaire bemande Titan IIIC-MOL vluchten. Het was bijna voltooid toen het MOL-programma werd stopgezet. Daarna werd het voor de spaceshuttle ingericht, maar ook daarvoor nooit gebruikt omdat de shuttlevluchten vanaf Vandenberg werden geannuleerd. Begin jaren 90 kreeg Lockheed de opdracht het complex te verbouwen voor Titan IV/Centaur-lanceringen. Deze opdracht werd nog geen jaar later ingetrokken omdat er voor deze Titan IV-uitvoering weinig tot geen lanceringen vanaf Vandenberg zouden plaatsvinden. Eind jaren 1990 werden er vier Athena raketten gelanceerd. Van 2006 tot en met 2022 werden hier door Boeing en daarna United Launch Alliance de Delta IV en Delta IV Heavy gelanceerd. Een deel van de restanten van de Spaceshuttle-en-Titan-infrastructuur werd aangepast voor de Delta IV. Plannen om de Northrop Grumman OmegA van SLC-6 te lanceren werden in 2020 geschrapt samen met de uitontwikkeling van die raket. 
Vlak bij het complex ligt ook een kleine haven waar United Launch Alliance zijn vrachtschip genaamd Rocket Ship aanlegt om rakettrappen op de basis te brengen. De laatste lancering van een Delta IV Heavy op SLC-6 was 24 september 2022. Op 24 april 2023 werd bekendgemaakt dat SpaceX SLC-6 huurt om het complex voor Falcon 9 en Falcon Heavy lanceringen te gaan gebruiken.
- SLC-8 was in gebruik voor de Minotaur I en Minotaur IV van Northrop Grumman. Per 1 augustus 2019 werd het huurcontract dat tot en met 2020 liep op verzoek van de 31th Space Wing vervroegd beëindigd, zodat het 2nd Space Launch Squadron het kon verbouwen tot een lanceerplaats voor verschillende kleine lanceertuigen.[7] Ook na de verbouwing tot clean pad wordt het complex nog gebruikt voor Minotaurs, maar nu met een mobiele lanceerinstallatie.
- SLC-10 is sinds 1980 inactief en heeft sinds 1986 de beschermde monumentenstatus "National Landmark".
- SLC-576E is in gebruik voor de Minotaur-C van Northrop Grumman. LC-576 bevatte oorspronkelijk elf lanceerplaatsen (zowel bovengronds als ondergrondse raketsilo’s) en  die voor intercontinentale SM-65 Atlas-raketten waren gebouwd en begin jaren 1960 daarvoor werd gebruikt. Deze zijn op één na buiten gebruik.
- Relativity Space heeft in juni 2020 aangekondigd een lanceerinstallatie voor hun Terran 1-raket te bouwen op Vandenberg. Deze komt even ten zuiden van SLC-6. De bouw begint pas na goedkeuring van de bouwplannen door de Space Force en nadat hun lanceercomplex op Cape Canaveral AFS gereed is.
- SLC-9 is een voorgenomen nieuw lanceercomplex dat Blue Origin voor hun heavyliftraket New Glenn wil aanleggen. Het komt ten noorden van SLC-3 te liggen.

## Demografie
Bij de volkstelling in 2000 werd het aantal inwoners vastgesteld op 6151.

## Geografie
Volgens het United States Census Bureau beslaat de plaats een oppervlakte van
57,3 km², waarvan 57,1 km² land en 0,2 km² water.

## Plaatsen in de nabije omgeving
De onderstaande figuur toont nabijgelegen plaatsen in een straal van 24 km rond Vandenberg AFB.

## Geboren
- Chloe Sutton (1992), zwemster

## Wetenswaardigheden
- Raketlanceringen vanuit Vandenberg zijn vaak erg moeilijk te bezichtigen omdat het er meestal erg mistig is of de bewolking erg laag hangt. Het eerste deel van de lancering is voor het publiek niet te zien omdat een rij heuvels het zicht op de lanceerplaatsen ontneemt.
- Over de lanceerbasis loopt de spoorlijn dicht langs de lanceercomplexen. Deze wordt gebruikt door de Pacific Surfliner een passagierstreindienst van Amtrak-California.